# Дискографія Blackpink
Південнокорейський дівочий гурт Blackpink випустив два студійні альбоми, три мініальбоми, чотири сингли, один альбом-компіляцію та чотири концертних альбоми загалом.
У серпні 2016 року Blackpink випустили дебютний сингл-альбом Square One, до якого увійшли пісні «Whistle» та «Boombayah». «Whistle» дебютувала на вершині Circle Digital Chart (раніше Gaon Digital Chart) та продалася у кількості понад 2,5 мільйона цифрових копій у Південній Кореї, а «Boombayah» стала першим хітом гурту у світовому чарті Billboard World Digital Song Sales. Гурт продовжила свій успіх з випуском сингл-альбому Square Two 1 листопада 2016 року. До синглу увійшла пісня «Playing with Fire», яка розійшлася в Південній Кореї тиражем понад 2,5 мільйона цифрових копій і стала другим хітом номер один у світовому чарті Billboard World Digital Song Sales. Альбом Square Two посів 13 місце в чарті Billboard Top Heatseekers та друге місце в чарті World Albums.
У червні 2017 року гурт випустив свій п'ятий сингл «As If It's Your Last», який став третьою піснею гурту, що досягла 2 500 000 сертифікованих завантажень у Південній Кореї та третім хітом номер один у чарті Billboard World Digital Song Sales (після «Boombayah» та «Playing with Fire»). У серпні того ж року Blackpink дебютували в Японії з мініальбомом Blackpink, який містив японськомовні версії наявних на той час треків гурту. Мініальбом мав комерційний успіх, дебютувавши на вершині чарту Oricon і продавшись у кількості понад 80 000 копій в Японії.
У червні 2018 року гурт випустив свій перший корейський мініальбом Square Up, який дебютував на вершині південнокорейського чарту Circle Album Chart (раніше Gaon Album Chart). Square Up посів 40 місце в чарті Billboard 200 і породив хіт-сингл «Ddu-Du Ddu-Du», який провів три тижні на вершині цифрового чарту Circle Digital Chart. «Ddu-Du Ddu-Du» також стала першою піснею гурту, яка увійшла до чарту Billboard Hot 100, дебютувавши та посівши 55-те місце, а також четверте місце у світовому чарті цифрових продажів пісень. Станом на квітень 2019 року сингл отримав платиновий сертифікат як для трансляції, так і для завантаження в Південній Кореї. У жовтні 2018 року гурт співпрацював з британською співачкою Дуа Ліпа для треку «Kiss and Make Up», який досяг комерційного успіху у всьому світі. У грудні 2018 року гурт випустив свій перший японський студійний альбом Blackpink in Your Area, до якого увійшли всі треки з попереднього японського однойменного розширеного альбому, а також японські версії чотирьох треків з альбому Square Up.
Другий корейський мініальбом гурту Kiss and Make Up вийшов у цифровому форматі 5 квітня 2019 року. Фізична версія альбому вийшла пізніше 23 квітня 2019 року. Мініальбом отримав позитивні відгуки та мав комерційний успіх. Kiss and Make Up було продано понад 350 000 копій у Китаї лише за перший тиждень, і близько 250 000 фізичних копій у Південній Кореї протягом перших восьми днів. Kiss and Make Up посів 24 місце в чарті Billboard 200, що зробило гурт найпопулярнішим корейським жіночим виконавцем у чарті. Головний сингл мініальбому, «Kill This Love», посів 41 місце в чарті Billboard Hot 100, ставши третім хітом гурту, який потрапив до чарту, і продовживши рекорд гурту за кількістю входжень і найдовшим перебуванням синглу корейської жінки в чарті. Він також став п'ятим синглом гурту, який посів перше місце в чарті Billboard World Digital Song Sales.
У червні 2020 року Blackpink випустили сингл «How You Like That» як передрелізний сингл з дебютного студійного альбому The Album. Пісня провела три тижні на вершині цифрового чарту Circle і дебютувала на 33 місці в чарті Billboard Hot 100, зрівнявшись зі спільною роботою гурту з американською співачкою Леді Гагою «Sour Candy», як найбільш рейтинговою піснею жіночого виконавця в чарті Hot 100. Згодом гурт випустив другий попередній сингл «Ice Cream» за участю американської співачки Селени Гомес 28 серпня, який посів 13 місце в чарті Billboard Hot 100, ставши найпопулярнішою, а також найдовшою піснею корейської жінки в чарті. 2 жовтня 2020 року альбом вийшов разом із заголовним треком «Lovesick Girls», який посів друге місце в чартах Billboard Global 200 та Circle Digital Chart. Альбом дебютував на першому місці в чарті Circle Album Chart і побив рекорд найпродаванішого альбому корейської артистки всіх часів, продавши понад 1 мільйон копій за перший місяць. Він також дебютував на другому місці в чарті Billboard 200, ставши найрейтинговішим альбомом корейської співачки та найрейтинговішим альбомом дівочого гурту з 2008 року в чарті.
19 серпня 2022 року Blackpink випустили передрелізний сингл «Pink Venom» з другого студійного альбому гурту Born Pink, який протягом двох тижнів очолював чарт Billboard Global 200, ставши їх першим синглом номер один. Він також посів друге місце в чарті Circle Digital Chart і 22 місце в Billboard Hot 100. Альбом Born Pink вийшов 16 вересня разом із заголовним треком «Shut Down», який став другим синглом, що очолив Billboard Global 200 і посів третє місце в чарті Circle Digital Chart і 25 місце в Billboard Hot 100. Альбом дебютував на першому місці в чарті Circle Album Chart з 2,2 мільйонами проданих копій за перші два дні, побивши рекорд найпродаванішого альбому корейської співачки всіх часів. Він дебютував на першому місці в чарті Billboard 200, ставши першим альбомом корейської співачки та першим альбомом дівочого гурту з 2008 року. Він також дебютував на першому місці в британському чарті альбомів, ставши першим альбомом номер один серед дівочих гуртів у стилі k-pop.

## Альбоми

### Студійні альбоми
| Назва     | Подробиці | Найвищі місця в чартах | Найвищі місця в чартах | Найвищі місця в чартах | Найвищі місця в чартах | Найвищі місця в чартах | Найвищі місця в чартах | Найвищі місця в чартах | Найвищі місця в чартах | Найвищі місця в чартах | Найвищі місця в чартах | Продажі                                                                              |
| Назва     | Подробиці | КОР                    | АВС                    | КАН                    | ФРА                    | НІМ                    | ЯПО                    | НОЗ                    | ШОТ                    | ВЕЛ                    | США                    | Продажі                                                                              |
| --------- | --- | ---------------------- | ---------------------- | ---------------------- | ---------------------- | ---------------------- | ---------------------- | ---------------------- | ---------------------- | ---------------------- | ---------------------- | ------------------------------------------------------------------------------------ |
| The Album | - Випуск: 2 жовтня 2020 - Випуск: 3 серпня 2021 () - Лейбл: YG, Interscope - Формат: CD, Kit, LP, DVD, digital, компакт-касета | 1                      | 2                      | 5                      | 11                     | 7                      | 3                      | 1                      | 3                      | 2                      | 2                      | - Південна Корея: 1,538,404 - Японія: 66,862 - Велика Британія: 5,700 - США: 117,000 |
| Born Pink | - Випуск: 16 вересня 2022 - Лейбл: YG, Interscope - Формат: CD, LP, DVD, digital, компакт-касета                               | 1                      | 2                      | 1                      | 3                      | 3                      | 3                      | 2                      | 2                      | 1                      | 1                      | - Південна Корея: 2,517,206 - Японія: 28,862 - США: 101,500                          |

### Компільовані альбоми
| Назва                  | Подробиці                                                        | Найвищі місця в чартах | Продажі          |
| Назва                  | Подробиці                                                        | ЯПО                    | Продажі          |
| ---------------------- | ---------------------------------------------------------------- | ---------------------- | ---------------- |
| Blackpink in Your Area | - Випуск: 5 грудня 2018 - Лейбл: YGEX - Формат: CD, DVD, digital | 9                      | - Японія: 22,464 |

### Концертні альбоми
| Назва                                                           | Подробиці                                                                                 | Найвищі місця в чартах | Продажі                |
| Назва                                                           | Подробиці                                                                                 | КОР                    | Продажі                |
| --------------------------------------------------------------- | ----------------------------------------------------------------------------------------- | ---------------------- | ---------------------- |
| Blackpink Arena Tour 2018 «Special Final In Kyocera Dome Osaka» | - Випуск: 22 березня 2019 - Лейбл: YGEX - Формат: CD, DVD, digital                        | —                      | —                      |
| Blackpink 2018 Tour 'In Your Area' Seoul                        | - Випуск: 30 серпня 2019 - Лейбл: YG Entertainment, Interscope - Формат: CD, DVD, digital | —                      | —                      |
| Blackpink 2019–2020 World Tour in Your Area – Tokyo Dome        | - Випуск: 14 травня 2020 - Лейбл: Universal, Interscope - Формат: CD, DVD, digital        | —                      | —                      |
| Blackpink 2021 'The Show' Live                                  | - Випуск: 1 червня 2021 - Лейбл: YG Entertainment, Interscope - Формат: CD, DVD, digital  | 8                      | Південна Корея: 35,000 |

## Мініальбоми
| Назва          | Подробиці | Найвищі місця в чартах | Найвищі місця в чартах | Найвищі місця в чартах | Найвищі місця в чартах | Найвищі місця в чартах | Найвищі місця в чартах | Найвищі місця в чартах | Найвищі місця в чартах | Найвищі місця в чартах | Найвищі місця в чартах | Продажі                                                 |
| Назва          | Подробиці | КОР                    | АВС                    | КАН                    | УГР                    | ЯПО                    | НОЗ                    | ШОТ                    | ВЕЛ                    | США                    | WW                     | Продажі                                                 |
| Корея          | Корея | Корея                  | Корея                  | Корея                  | Корея                  | Корея                  | Корея                  | Корея                  | Корея                  | Корея                  | Корея                  | Корея                                                   |
| -------------- | --- | ---------------------- | ---------------------- | ---------------------- | ---------------------- | ---------------------- | ---------------------- | ---------------------- | ---------------------- | ---------------------- | ---------------------- | ------------------------------------------------------- |
| Square Up      | - Випуск: 15 червня 2018 - Лейбл: YG Entertainment - Формат: CD, digital                                           | 1                      | 61                     | 21                     | 28                     | 11                     | —                      | —                      | —                      | 40                     | 1                      | - Південна Корея: 479,146 - Японія: 11,978              |
| Kill This Love | - Випуск: April 5, 2019 - Випуск: 16 жовтня 2019 () - Лейбл: YG, Interscope, Universal Music - Формат: CD, digital | 3                      | 18                     | 8                      | 31                     | 5                      | 10                     | 21                     | 40                     | 24                     | 1                      | - Південна Корея: 613,967 - Японія: 39,211 - США: 9,100 |
| Японія         | |                        |                        |                        |                        |                        |                        |                        |                        |                        |                        |                                                         |
| Blackpink      | - Випуск: 30 серпня 2017 - Перевипуск: 28 березня 2018 - Лейбл: YGEX - Формат: CD, DVD, digital                    | —                      | —                      | —                      | —                      | 1                      | —                      | —                      | —                      | —                      | —                      | - Японія: 60,668                                        |

## Сингли

### Власні сингли
| Назва                | Рік  | Найвищі місця в чартах | Найвищі місця в чартах | Найвищі місця в чартах | Найвищі місця в чартах | Найвищі місця в чартах | Найвищі місця в чартах | Найвищі місця в чартах | Найвищі місця в чартах | Найвищі місця в чартах | Найвищі місця в чартах | Продажі | Альбом         |
| Назва                | Рік  | КОР                    | КОР (Білборд)          | АВС                    | КАН                    | ЯПО                    | МЛЗ                    | НОЗ                    | ВЕЛ                    | США                    | WW                     | Продажі | Альбом         |
| -------------------- | ---- | ---------------------- | ---------------------- | ---------------------- | ---------------------- | ---------------------- | ---------------------- | ---------------------- | ---------------------- | ---------------------- | ---------------------- | ------- | -------------- |
| Whistle              | 2016 | 1                      | —                      | —                      | —                      | —                      | —                      | —                      | —                      | —                      | 2                      |         | Square One     |
| Boombayah            | 2016 | 7                      | —                      | —                      | —                      | 15                     | —                      | —                      | —                      | —                      | 1                      |         | Square One     |
| Playing with Fire    | 2016 | 3                      | —                      | —                      | 92                     | 81                     | —                      | —                      | —                      | —                      | 1                      |         | Square Two     |
| Stay                 | 2016 | 10                     | —                      | —                      | —                      | —                      | —                      | —                      | —                      | —                      | 4                      |         | Square Two     |
| As If It's Your Last | 2017 | 3                      | 2                      | —                      | 45                     | 19                     | 4                      | —                      | —                      | —                      | 1                      |         | —              |
| Ddu-Du Ddu-Du        | 2018 | 1                      | 1                      | —                      | 22                     | 7                      | 1                      | —                      | 78                     | 55                     | 1                      |         | Square Up      |
| Kill This Love       | 2019 | 2                      | 2                      | —                      | 11                     | 6                      | 1                      | 24                     | 33                     | 41                     | 1                      |         | Kill This Love |
| How You Like That    | 2020 | 1                      | 1                      | 12                     | 11                     | 8                      | 1                      | 14                     | 20                     | 33                     | 1                      |         | The Album      |
| Ice Cream            | 2020 | 8                      | 2                      | 16                     | 11                     | 22                     | 2                      | 18                     | 39                     | 13                     | —                      |         | The Album      |
| Lovesick Girls       | 2020 | 2                      | 2                      | 27                     | 29                     | 12                     | 1                      | 35                     | 40                     | 59                     | 1                      |         | The Album      |
| Pink Venom           | 2022 | 2                      | 1                      | 1                      | 4                      | 10                     | —                      | 9                      | 22                     | 22                     | 1                      |         | Born Pink      |
| Shut Down            | 2022 | 3                      | 1                      | 5                      | 7                      | 15                     | —                      | 6                      | 24                     | 25                     | 1                      |         | Born Pink      |

### Промосингли
| Назва                                | Рік  | Найвищі місця в чартах | Найвищі місця в чартах | Найвищі місця в чартах | Найвищі місця в чартах | Найвищі місця в чартах | Найвищі місця в чартах | Найвищі місця в чартах | Найвищі місця в чартах | Найвищі місця в чартах | Найвищі місця в чартах | Продажі       | Альбом                     |
| Назва                                | Рік  | КОР                    | АВС                    | КАН                    | ІРЛ                    | МЛЗ                    | НОЗ                    | СГП                    | ВЕЛ                    | США                    | WW                     | Продажі       | Альбом                     |
| ------------------------------------ | ---- | ---------------------- | ---------------------- | ---------------------- | ---------------------- | ---------------------- | ---------------------- | ---------------------- | ---------------------- | ---------------------- | ---------------------- | ------------- | -------------------------- |
| Kiss and Make Up (разом з Дуа Ліпою) | 2018 | 75                     | 33                     | 44                     | 15                     | 1                      | 32                     | 1                      | 36                     | 93                     | —                      | - США: 11,000 | Dua Lipa: Complete Edition |
| Sour Candy (разом з Леді Гагою)      | 2020 | 178                    | 8                      | 18                     | 11                     | 1                      | 12                     | 1                      | 17                     | 33                     | —                      | - США: 7,000  | Chromatica                 |
| Ready for Love                       | 2022 | 52                     | —                      | —                      | —                      | —                      | —                      | 12                     | —                      | —                      | 60                     | —             | Born Pink                  |

## Інші пісні
| Назва                 | Рік  | Найвищі місця в чартах | Найвищі місця в чартах | Найвищі місця в чартах | Найвищі місця в чартах | Найвищі місця в чартах | Найвищі місця в чартах | Найвищі місця в чартах | Найвищі місця в чартах | Найвищі місця в чартах | Найвищі місця в чартах | Продажі                   | Альбом         |
| Назва                 | Рік  | КОР                    | КОР (Білборд)          | АВС                    | КАН                    | УГР                    | МЛЗ                    | НОЗ                    | ВЕЛ                    | США                    | WW                     | Продажі                   | Альбом         |
| --------------------- | ---- | ---------------------- | ---------------------- | ---------------------- | ---------------------- | ---------------------- | ---------------------- | ---------------------- | ---------------------- | ---------------------- | ---------------------- | ------------------------- | -------------- |
| Whistle               | 2016 | 88                     | —                      | —                      | —                      | —                      | —                      | —                      | —                      | —                      | —                      | Південна Корея: 31,000    | Square Two     |
| Forever Young         | 2018 | 2                      | 2                      | —                      | —                      | —                      | —                      | 10                     | —                      | 4                      | —                      | Південна Корея: 2,500,000 | Square Up      |
| Really                | 2018 | 18                     | 8                      | —                      | —                      | —                      | —                      | —                      | —                      | 11                     | —                      | —                         | Square Up      |
| See U Later           | 2018 | 26                     | 10                     | —                      | —                      | —                      | —                      | —                      | —                      | 12                     | —                      | —                         | Square Up      |
| Don't Know What to Do | 2019 | 38                     | 9                      | —                      | —                      | —                      | —                      | 11                     | —                      | 4                      | —                      | —                         | Kill This Love |
| Kick It               | 2019 | 89                     | 89                     | —                      | —                      | —                      | —                      | 17                     | —                      | 8                      | —                      | —                         | Kill This Love |
| Hope Not              | 2019 | 108                    | —                      | —                      | —                      | —                      | —                      | 20                     | —                      | 9                      | —                      | —                         | Kill This Love |
| Pretty Savage         | 2020 | 45                     | 36                     | 71                     | 87                     | —                      | 2                      | 8                      | —                      | 2                      | 32                     | —                         | The Album      |
| Bet You Wanna         | 2020 | 34                     | 14                     | 42                     | 58                     | —                      | 4                      | 4                      | 62                     | —                      | 25                     | —                         | The Album      |
| Crazy Over You        | 2020 | 106                    | 50                     | —                      | —                      | —                      | 8                      | 13                     | —                      | —                      | 49                     | —                         | The Album      |
| Love to Hate Me       | 2020 | 80                     | 48                     | —                      | —                      | —                      | 7                      | —                      | —                      | —                      | 54                     | —                         | The Album      |
| You Never Know        | 2020 | 101                    | 51                     | —                      | —                      | —                      | 5                      | —                      | —                      | 4                      | 64                     | —                         | The Album      |
| Typa Girl             | 2022 | 93                     | 20                     | 57                     | 51                     | 34                     | —                      | 4                      | 93                     | —                      | 16                     | —                         | Born Pink      |
| Yeah Yeah Yeah        | 2022 | 53                     | —                      | —                      | 85                     | 16                     | —                      | —                      | —                      | 9                      | 43                     | —                         | Born Pink      |
| Hard to Love          | 2022 | 87                     | 22                     | 65                     | 68                     | 22                     | —                      | 6                      | —                      | —                      | 27                     | —                         | Born Pink      |
| The Happiest Girl     | 2022 | 89                     | —                      | —                      | 81                     | 33                     | —                      | 9                      | —                      | —                      | 34                     | —                         | Born Pink      |
| Tally                 | 2022 | 141                    | —                      | —                      | 90                     | 23                     | —                      | —                      | —                      | —                      | 52                     | —                         | Born Pink      |